# Joseph Paxton
Sir Joseph Paxton (Milton Bryant, 3 agosto 1803 – Sydenham, 8 giugno 1865) è stato un architetto britannico, conosciuto soprattutto come progettista del celebre Crystal Palace, un'enorme costruzione in stile vittoriano che fu eretta a Londra nel 1851 per ospitare la prima Esposizione Universale (Great Exhibition).

## Biografia

### Chatsworth
Joseph Paxton nacque il 3 agosto 1803 a Milton Bryant, nel Bedfordshire, settimogenito di una modesta famiglia contadina di quei luoghi. Molte fonti erroneamente fissano il suo anno di nascita nel 1801, prendendo per vera la documentazione che Paxton fornì da adolescente, distorta probabilmente per agevolare l'assunzione presso i Chiswick Gardens, dove sarebbe andato a lavorare nel 1823.
I Chiswick Gardens erano vicinissimi ai giardini di William Cavendish, VI duca di Devonshire. Il duca incontrò il giovane Joseph passeggiare nei propri giardini e rimase subito colpito dal suo talento e dal suo sincero entusiasmo per il giardinaggio: fu sotto questi influssi che affidò al Paxton, all'epoca appena ventenne, il prestigioso incarico di capogiardiniere dei giardini di Chatsworth, all'epoca considerati fra i più incantevoli di tutta l'Inghilterra.
Paxton si dedicò al nuovo mestiere con passione ed entusiasmo. In brevissimo tempo strinse amicizia con tutti gli inservienti, conoscendo anche la futura moglie Sarah Bown (i due si sarebbero sposati nel 1827), senza per questo trascurare il lavoro, al quale si dedicò con appassionata devozione. Si interessò molto alla sistemazione di giardini e, soprattutto, alla costruzione di serre, suo vero e proprio marchio di fabbrica. Dal 1828 apportò varie migliorie alle serre di Chatsworth servendosi di accorgimenti tecnici d'avanguardia e impiegando fra i primi strutture miste ferro-vetro. Notevole, in tal senso, fu la costruzione del Great Conservatory or Stove, una colossale serra riscaldata talmente grande che la regina Vittoria e il principe Alberto, nel corso della loro visita, la percorsero in carrozza: la serra ospitava una colonia di uccelli variopinti e varie piante subtropicali, come le palme, le dracene, l'ibisco e la buganvillea. Paxton, infatti, fu anche un fine esperto di botanica e costruì serre speciali per la coltivazione delle banane gialle di Cavendish (il tipo più diffuso di banana oggigiorno) e una specie di ninfee giganti denominata Victoria regia in onore della Regina.

### Crystal Palace

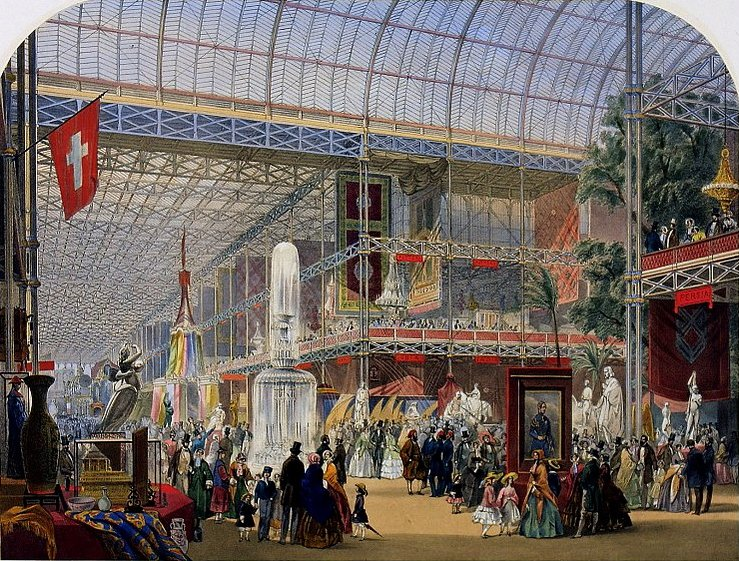
John Absalon, Vista generale del Palazzo di Cristallo (1851), litografia

Il 1851 fu un anno di grande fermento per l'Inghilterra, che si impegnava ad ospitare l'Esposizione Universale, la prima di quelle rassegne consacrate ai fasti della produzione industriale, che prese le mosse proprio dal Regno Unito. Il comitato organizzatore bandì subito un concorso per l'edificazione dei padiglioni espositivi dell'evento, da costruirsi in uno dei polmoni verdi della capitale, Hyde Park. Tra i 245 progetti presentati venne scelto proprio quello di Paxton che, memore dell'esperienza di Chatsworth, propose la costruzione di una faraonica struttura in ferro e vetro, composta da una navata centrale lunga cinquecento metri dotata di un transetto appositamente pensato per non abbattere alcuni alberi secolari del parco. L'estensione dell'edificio era di 92 000 m2: mai una costruzione era stata talmente estesa in tutta la storia dell'architettura.
La costruzione di questa ciclopica «cattedrale moderna», impensabile se non ricorrendo alle moderne tecnologie, impiegò solo tre mesi e fu conclusa nel 1850, suscitando uno sfolgorante successo. L'eco che riscosse il «Palazzo di Cristallo» - così come venne fantasiosamente battezzato - fu in effetti molto vasto, a tal punto che persino testate giornalistiche conservatrici come il Times espressero giudizi favorevoli su questo «ordine d’architettura interamente nuovo che produce i più meravigliosi e ammirevoli effetti con mezzi di inarrivabile abilità tecnica».

## Paxton e l'«architettura degli ingegneri»
Joseph Paxton è stato, insieme a Gustave Eiffel ed Henri Labrouste, uno degli interpreti più sensibili della cosiddetta «architettura degli ingegneri». Edifici in ferro e conglomerati plastici, in realtà, venivano costruiti già in epoche precedenti: i Romani utilizzavano il calcestruzzo anche in monumenti destinati a divenire celebri (come il Pantheon), e durante il Settecento si costruirono in ferro serre, ponti, capannoni. Ciononostante fu solo con la seconda rivoluzione industriale, con la messa in punto di nuove tecnologie siderurgiche, che questi materiali iniziarono a essere impiegati sistematicamente nelle varie architetture del periodo.
L'intuizione di Paxton, dunque, non fu tanto quella di utilizzare il ferro e il vetro in campo edilizio. Ben più pionieristica fu invece l'idea di sfruttare le potenzialità offerte dalla prefabbricazione dei manufatti. Memore dell'esperienza a Chatsworth, dove costruì varie serre con componenti prefabbricati in ghisa, ferro e vetro, Paxton per il Palazzo di Cristallo impiegò elementi prefabbricati (segmenti metallici e pannelli di vetro) prodotti in serie e portati in cantiere pronti per essere montati. I vantaggi di questa nuova strategia edilizia erano molteplici: in questo modo, infatti, si poteva raggiungere una maggiore economia di materiali e manodopera, siccome la costruzione di un edificio si limitava al semplice montaggio di pezzi già prodotti in fabbrica. Il materiale edilizio, inoltre, poteva anche essere recuperato: basti pensare che lo stesso Palazzo di Cristallo, chiusasi l'Esposizione, venne smontato e rimontato a Sydenham, nei sobborghi di Londra.
Fu in questo modo che Paxton riuscì a fare architettura con i metodi dell'ingegneria, ponendosi a ideale capostipite di quella che verrà poi battezzata «architettura degli ingegneri». Importanti furono anche i risultati conseguiti da Paxton sotto il profilo estetico: il Palazzo di Cristallo, per dirla con le parole del critico d'arte Giulio Carlo Argan, «mette in valore lo sviluppo dimensionale, liberando la geometria dei volumi dal peso della massa; realizza una volumetria trasparente, eliminando la distinzione tra spazio interno ed esterno e dando una forte prevalenza al vuoto (le vetrate) rispetto al pieno (gli esili segmenti metallici); ottiene all'interno una luminosità pari a quella esterna».